# 森巻吉

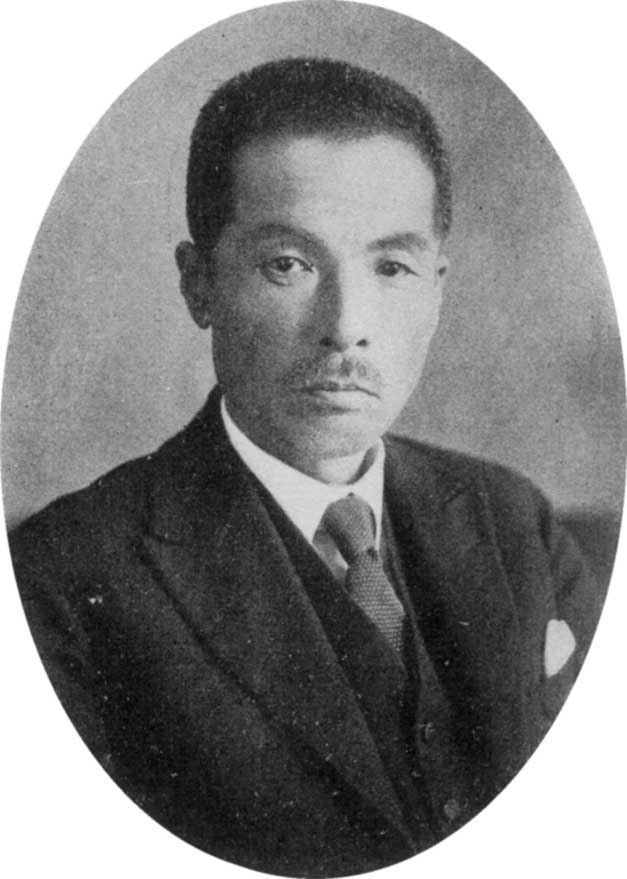
森巻吉

森 巻吉（もり けんきち、1877年（明治10年）5月3日 - 1939年（昭和14年）7月12日）は、日本の教育者。

## 経歴
石川県金沢市に岐阜訓盲院創設者森巻耳の長男として生まれた。第四高等学校を経て、1904年（明治37年）、東京帝国大学文科大学英文学科を卒業。第一高等学校嘱託として、清国留学生の英語授業を担当した。1909年（明治42年）、第一高等学校教授に就任し、1922年（大正11年）から翌年にかけて欧米に在留した。1927年（昭和2年）、松本高等学校校長となり、1929年（昭和4年）には第一高等学校校長に転じた。
1937年（昭和12年）に退官した後は、法政大学文学部長・同高等師範部長を務めた。
東京帝国大学では小泉八雲・夏目漱石の教えを受け、1903年から1904年にかけて漱石の講義を筆記したノートが東京大学総合文化研究科・教養学部駒場博物館に保管されている 。漱石とはその後も交流が続き、「馬奇」という雅号を授けられている。また、1907年（明治40年）には『帝国文学』（13巻1号）に漱石の影響を受けた小説「呵責」を発表した 。

## 著書・翻訳
『ニウ・カレント・リーディングズ 』卷1（ 育英書院、1920年） 
『全訳スケッチ・ブック  原文詳註』 上・下巻（尚文堂、1921年）